# Onthophagus zavattarii
Onthophagus zavattarii är en skalbaggsart som beskrevs av Müller 1939. Onthophagus zavattarii ingår i släktet Onthophagus och familjen bladhorningar. Inga underarter finns listade i Catalogue of Life.